# انارستان (چگنی)
انارستان روستایی از توابع بخش شاهیوند شهرستان خرم‌آباد در استان لرستان ایران است.

## جمعیت
این روستا در دهستان کشکان قرار دارد و براساس سرشماری مرکز آمار ایران در سال ۱۳۸۵، جمعیت آن ۷۳ نفر (۱۶خانوار) بوده‌است.